# Olga Jevkova
Olga Jevkova, född den 15 juli 1965 i Moskva, dåvarande Sovjetunionen, är en sovjetisk basketspelare som var med och tog OS-brons 1988 i Seoul. 